# 赤鬼牛排
赤鬼牛排為台灣臺中市的一家連鎖餐飲店，為國際廠商日船美食連鎖系統之子公司，從逢甲商圈開出第一店，後在公益路開出第一家巨資裝潢卻廉價牛排的賣點，所以沒有沙拉吧和傳統西餐禮儀式的上菜服務，掀起當地平價牛排熱潮，單店營業額破億台幣。獲選時報週刊2008美食鑑定人氣50店、Taiwan Journal精選餐廳、商業周刊專欄報導。
2011年拋出幹部員工最高有人領90個月年終獎金，形成話題。

## 外部連結
- 赤鬼牛排 （页面存档备份，存于）（中文）
- 赤鬼牛排的Facebook專頁